# Црква Светог великомученика Димитрија у Милићима
Црква Светог великомученика Димитрија налази се у Милићима, Република Српска. Припада епархији зворничко-тузланској, а посвећена је Светом Димитрију.
Градња цркве започета је 2007. године, а пројекат је урадио архитекта Јадранка Глишић из Милића. Темеље је исте године осветио протојереј Љубиша Вујичић, парох милићки. Сазидана је од ситне цигле, димензија је 21 × 18 m, покривена је лимом и нема звоник ни звона, као ни куполу. Када је градња завршена 2009. године, Епископ зворничко-тузлански Василије осветио је храм.
Црква је живописана у византијском стилу, на сувом малтеру, а живопис је радио Гојко Ристановић из Београда. Иконостас у дуборезу од храстовог дрвета израдио је Раде Пантић из Милића, а иконе је насликала Марија Давидовић, такође из Милића. У цркви се налази спомен-соба за 264 погинула цивила и борца у Одбрамбено-отаџбинском рату 1992—1995. године.